# Parsons Nabiula
Parsons Subura Nabiula (2 gennaio 1930 – 19 febbraio 2005) è stato un nuotatore filippino, che ha partecipato alle Olimpiadi di Melbourne 1956, gareggiando nei 200m rana e 200m farfalla.
Ai I Giochi asiatici, ha avuto 1 oro nell'edizione del 1954.